# Золота шайба
Золота шайба — дитячо-юнацький хокейний турнір, який у 70-ті — 80-ті роки XX ст. охоплював більшість регіонів Радянського Союзу, а в наші часи проходить у Російській Федерації та Україні.

## Історія
Історія турніру «Золота шайба» розпочалася 1964-го року. Саме тоді сторінки «Піонерської правди» рясніли закликом: «На старт, друзі! Золота шайба кличе!». У першому турнірі взяло участь 57 команд, які складалися з зовсім ще юних шанувальників хокею. Назва ж самого турніру має переможне походження і виникло тоді, коли збірна СРСР взяла золото на Олімпійських іграх в Інсбруку. Засновником турніру «Золота шайба» став знаменитий тренер Анатолій Володимирович Тарасов .
Фінальна частина першого турніру проходила на московському стадіоні «Сокольники». Головний приз, хокейну ключку з автографами гравців збірної СРСР, здобула місцева команда «Шайба» (ЖЕК № 1) .
В подальшому турнір став щорічним і охопив більшість республік СРСР і майже всі області України. Змагання проходили в декількох дитячих і юнацьких вікових групах і проходили на районних, міських, обласних, зональних, республіканських і всесоюзному рівнях.

## Сучасний стан
Після розпаду Радянського Союзу проведення турніру було продовжено на території Російської Федерації .
З 2012 року турнір було відроджено після тривалої перерви і в Україні, коли він пройшов в Донецьку на ковзанці парку відпочинку «Марабушта»..